# XXII Premis de la Crítica de les Arts Escèniques
La vint-i-dosena edició dels Premis de la Crítica de les Arts Escèniques va correspondre a l'any 2019. El lliurament de premis s'havia de celebrar el 23 de març de 2020 a la sala La Villarroel de Barcelona, però a causa del confinament decretat a Espanya com a mesura de seguretat i prevenció davant la pandèmia mundial per coronavirus, la cerimònia no es va poder celebrar. Els guanyadors es van anunciar en una cerimònia virtual a través de YouTube el 16 de juny de 2020. Aquesta edició va ser la primera en incloure la categoria de millor espectacle de dansa de repertori i clàssica.
En aquesta edició també es va lliurar per primera vegada el Premi Maria José Ragué, instaurat en honor d'aquesta crítica i investigadora teatral pionera en la lluita pels drets de les dones. Ragué havia mort l'any anterior i havia estat jurat dels Premis de la Crítica de les Arts Escèniques en nombroses ocasions. El nou guardó celebra les contribucions feministes fetes des de les arts escèniques i reconeix les iniciatives amb un equip artístic i tècnic eminentment femení.

## VII Premi Gonzalo Pérez de Olaguer
- Hermann Bonnín, per la seva llarga trajectòria escènica com a director, actor i professor d’art dramàtic i, especialment, per la seva faceta de cofundador de l'Espai Brossa (1997-2011), posteriorment anomenat La Seca Espai Brossa (2011-2019), i de director de l'Institut del Teatre (1971-1981).[3]

## I Premi Maria José Ragué
- Projecte Vaca, iniciativa que fa més de vint anys que lluita per visibilitzar i donar espai a les dones creadores.[1]

## XXII Premis de la Crítica de Teatre
| Categoria | Persona                                                      | Obra | Autoria | Direcció                                                                               | Teatre |
| --- | ------------------------------------------------------------ | --- | --- | -------------------------------------------------------------------------------------- | ------ |
| Millor espectacle |                                                              | | |                                                                                        |        |
| - | Falaise                                                      | Cia. Baró d'Evel, Camille Decourtye i Blaï Mateu Trias | Camille Decourtye i Blaï Mateu Trias                                                                                        | Teatre Lliure (Grec 19)                                                                |        |
| - | Com els grecs                                                | Steven Berkoff | Josep Maria Mestres | Teatre Lliure                                                                          |        |
| - | Europa Bull                                                  | Cia. Indi Gest i Jordi Oriol | Jordi Oriol | El Canal de Salt (Temporada Alta 2019) i TNC                                           |        |
| Millor espectacle internacional |                                                              | | |                                                                                        |        |
| - | Paisajes para no colorear                                    | Cia. La Re-Sentida, Carolina de la Maza, Marco Layera, Anita Fuentes i Francisca Ortiz, a partir d'un centenar de testimonis reals d’adolescents xilenes. | Marco Layera | Teatre Lliure                                                                          |        |
| - | Germinal                                                     | Halory Goerger, Antoine Defoor i Cia. L'Amicale | Halory Goerger, Antoine Defoor i Colin Plancher                                                                             | Teatre Alegria de Terrassa (TNT 2019)                                                  |        |
| - | Taylor Mac – A 24 Decade-History of Popular Music (Abridged) | Taylor Mac | Taylor Mac i Matt Ray | Teatre Lliure (Grec 19)                                                                |        |
| Millor espectacle de petit format |                                                              | | |                                                                                        |        |
| - | Reiseführer                                                  | Ferran Dordal Lalueza i la Cia. La Ruta 40 | Ferran Dordal Lalueza | Teatre Lliure                                                                          |        |
| - | Ramon                                                        | Mar Monegal | Mar Monegal | Sala Atrium                                                                            |        |
| - | Stabat Mater                                                 | Antonio Tarantino | Magda Puyo | TNC                                                                                    |        |
| Millor musical |                                                              | | |                                                                                        |        |
| - | Ocaña, reina de las Ramblas                                  | Marc Rosich i Marc Sambola | Marc Rosich | Terrats en Cultura i Sala Beckett                                                      |        |
| - | La tienda de los horrores                                    | Howard Ashman, Alan Menken i Nostromo Live | Àngel Llàcer i Manu Guix | Teatre Grec (Grec 19) i Teatre Coliseum                                                |        |
| - | West Side Story                                              | Arthur Laurents, Stephen Sondheim, Leonard Bernstein i SOM Produce                                                                                        | Federico Barrios i Gaby Goldman                                                                                             | Teatre Tívoli                                                                          |        |
| Premi a les noves tendències |                                                              | | |                                                                                        |        |
| - | This is Real Love                                            | Col·lectiu VVAA | Elena Martín, Max Grosse Majench, Marc Salicrú, Anna Serrano, Clara Aguilar, Sofia Gallarate i Clara Mata (Col·lectiu VVAA) | Sala Beckett i Teatre Lliure                                                           |        |
| - | Excalibur i altres històries d'animals morts                 | Cia. Hermanas Picohueso | Lluki Portas, Diego Ingold i Gal·la Peire Camps                                                                             | Poliesportiu Municipal de Tàrrega (FiraTàrrega 2019)                                   |        |
| - | Suite TOC núm. 6                                             | Cia. Les Impuxibles, Judith Pujol i María Velasco | Ariadna Peya i Clara Peya                                                                                                   | Sala Beckett i El Canal de Salt (Temporada Alta 2019)                                  |        |
| Millor direcció |                                                              | | |                                                                                        |        |
| Jordi Oriol | Europa Bull                                                  | Cia. Indi Gest i Jordi Oriol | - | El Canal de Salt (Temporada Alta 2019) i TNC                                           |        |
| Blaï Mateu i Camille Decourtye | Falaise                                                      | Cia. Baró d'Evel, Camille Decourtye i Blaï Mateu Trias | - | Teatre Lliure (Grec 19)                                                                |        |
| Josep Maria Mestres | Com els grecs                                                | Steven Berkoff | - | Teatre Lliure                                                                          |        |
| Millor actriu principal |                                                              | | |                                                                                        |        |
| Montse Esteve | Stabat Mater                                                 | Antonio Tarantino | Magda Puyo | TNC                                                                                    |        |
| Rosa Boladeras | La Rambla de les Floristes                                   | Josep Maria de Sagarra | Jordi Prat i Coll | TNC                                                                                    |        |
| Marta Marco | La reina de la bellesa de Leenane                            | Martin McDonagh i Cia. La Perla 29 | Julio Manrique | Biblioteca de Catalunya                                                                |        |
| Millor actor principal |                                                              | | |                                                                                        |        |
| Pere Arquillué | Jerusalem                                                    | Jez Butterworth | Julio Manrique | Teatre Grec (Grec 19), Teatre Municipal de Girona (Temporada Alta 2019) i Teatre Romea |        |
| Nao Albet | Esperant Godot                                               | Samuel Beckett | Ferran Utzet | Sala Beckett                                                                           |        |
| Pablo Derqui | Com els grecs                                                | Steven Berkoff | Josep Maria Mestres | Teatre Lliure                                                                          |        |
| Millor actriu de repartiment |                                                              | | |                                                                                        |        |
| Olga Onrubia | Europa Bull                                                  | Cia. Indi Gest i Jordi Oriol | Jordi Oriol | El Canal de Salt (Temporada Alta 2019) i TNC                                           |        |
| Marissa Josa | La reina de la bellesa de Leenane                            | Martin McDonagh i Cia. La Perla 29 | Julio Manrique | Biblioteca de Catalunya                                                                |        |
| Mercè Arànega | Com els grecs                                                | Steven Berkoff | Josep Maria Mestres | Teatre Lliure                                                                          |        |
| Millor actor de repartiment |                                                              | | |                                                                                        |        |
| Xavi Francés | Els ocells                                                   | Joan Yago i Cia. La Calòrica, a partir de l'obra homònima d'Aristòfanes                                                                                   | Israel Solà | Sala Beckett i Sala La Planeta (Temporada Alta 2018)                                   |        |
| Joan Carreras | Europa Bull                                                  | Cia. Indi Gest i Jordi Oriol | Jordi Oriol | El Canal de Salt (Temporada Alta 2019) i TNC                                           |        |
| Enric Auquer | La reina de la bellesa de Leenane                            | Martin McDonagh i Cia. La Perla 29 | Julio Manrique | Biblioteca de Catalunya                                                                |        |
| Millor actriu de musical |                                                              | | |                                                                                        |        |
| The Sey Sisters (Edna, Kathy i Yolanda Sey Asare) | La tienda de los horrores                                    | Howard Ashman, Alan Menken i Nostromo Live | Àngel Llàcer i Manu Guix | Teatre Grec (Grec 19) i Teatre Coliseum                                                |        |
| Diana Roig | La tienda de los horrores                                    | Howard Ashman, Alan Menken i Nostromo Live | Àngel Llàcer i Manu Guix | Teatre Grec (Grec 19) i Teatre Coliseum                                                |        |
| Mariona Castillo | El temps que no tindrem                                      | Alícia Serrat i Dani Campos | Alícia Serrat i Dani Campos                                                                                                 | El Maldà                                                                               |        |
| Millor actor de musical |                                                              | | |                                                                                        |        |
| Joan Vázquez | Ocaña, reina de las Ramblas                                  | Marc Rosich i Marc Sambola | Marc Rosich | Sala Beckett                                                                           |        |
| Iñaki Mur | Rent                                                         | Jonathan Larson | Daniel Anglès, Miquel Tejada i Roberto G. Alonso                                                                            | Teatre Condal-Onyric                                                                   |        |
| Marc Pociello | La tienda de los horrores                                    | Howard Ashman, Alan Menken i Nostromo Live | Àngel Llàcer i Manu Guix | Teatre Grec (Grec 19) i Teatre Coliseum                                                |        |
| Millor text |                                                              | | |                                                                                        |        |
| Mar Monegal | Ramon                                                        | Mar Monegal | Mar Monegal | Sala Atrium                                                                            |        |
| Jordi Casanovas | La dansa de la venjança                                      | Jordi Casanovas | Pere Riera | La Villarroel                                                                          |        |
| Pau Miró | Una història real                                            | Pau Miró | Pau Miró | La Villarroel                                                                          |        |
| Millor dramatúrgia o adaptació |                                                              | | |                                                                                        |        |
| Jordi Oriol | Europa Bull                                                  | Cia. Indi Gest i Jordi Oriol | Jordi Oriol | El Canal de Salt (Temporada Alta 2019) i TNC                                           |        |
| Joan Yago | Els ocells                                                   | Joan Yago i Cia. La Calòrica, a partir de l'obra homònima d'Aristòfanes                                                                                   | Israel Solà | Sala Beckett i Sala La Planeta (Temporada Alta 2018)                                   |        |
| Roberto G. Alonso | Laberint Striptease                                          | Roberto G. Alonso, a partir de l’obra Strip-tease i teatre irregular i els poemes visuals de Joan Brossa                                                  | Roberto G. Alonso i Jordi Cornudella                                                                                        | Escenari Joan Brossa                                                                   |        |
| Millor espai escènic |                                                              | | |                                                                                        |        |
| Lluc Castells | Falaise                                                      | Cia. Baró d'Evel, Camille Decourtye i Blaï Mateu Trias | Camille Decourtye i Blaï Mateu Trias                                                                                        | Teatre Lliure (Grec 19)                                                                |        |
| Sílvia Delagneau i Max Glaenzel | Europa Bull                                                  | Cia. Indi Gest i Jordi Oriol | Jordi Oriol | El Canal de Salt (Temporada Alta 2019) i TNC                                           |        |
| Max Glaenzel | El gran mercado del mundo                                    | Pedro Calderón de la Barca i la Compañía Nacional de Teatro Clásico (CNTC)                                                                                | Xavier Albertí | TNC                                                                                    |        |
| Millor vestuari |                                                              | | |                                                                                        |        |
| Albert Pascual | Els ocells                                                   | Joan Yago i Cia. La Calòrica, a partir de l'obra homònima d'Aristòfanes                                                                                   | Israel Solà | Sala Beckett i Sala La Planeta (Temporada Alta 2018)                                   |        |
| Montse Amenós | La Rambla de les Floristes                                   | Josep Maria de Sagarra | Jordi Prat i Coll | TNC                                                                                    |        |
| Céline Sathal | Falaise                                                      | Cia. Baró d'Evel, Camille Decourtye i Blaï Mateu Trias | Camille Decourtye i Blaï Mateu Trias                                                                                        | Teatre Lliure (Grec 19)                                                                |        |
| Millor il·luminació |                                                              | | |                                                                                        |        |
| Marc Salicrú | El chico de la última fila                                   | Juan Mayorga | Andrés Lima | Sala Beckett                                                                           |        |
| Pep Barcons | La bona persona de Sezuan                                    | Bertolt Brecht i Cia. La Perla 29 | Oriol Broggi | TNC                                                                                    |        |
| Jaume Ventura | La reina de la bellesa de Leenane                            | Martin McDonagh i Cia. La Perla 29 | Julio Manrique | Biblioteca de Catalunya                                                                |        |
| Millors eines digitals |                                                              | | |                                                                                        |        |
| Hermanas Picohueso | Excalibur i altres històries d’animals morts                 | Cia. Hermanas Picohueso | Lluki Portas, Diego Ingold i Gal·la Peire Camps                                                                             | Poliesportiu Municipal de Tàrrega (FiraTàrrega 2019)                                   |        |
| Projecte Ingenu i Alfonso Ferri | La dona pantera                                              | Anna Maria Ricart i Projecte Ingenu, a partir del Teatre de Don Joan de Josep Palau i Fabre.                                                              | Marc Chornet | Escenari Joan Brossa                                                                   |        |
| Vicenç Viaplana | Abans que es faci fosc                                       | Hattie Naylor | Pep Pla | Teatre Lliure (Grec 19)                                                                |        |
| Millor espai sonor |                                                              | | |                                                                                        |        |
| Fred Bühl | Falaise                                                      | Cia. Baró d'Evel, Camille Decourtye i Blaï Mateu Trias | Camille Decourtye i Blaï Mateu Trias                                                                                        | Teatre Lliure (Grec 19)                                                                |        |
| Carles Bernal | Suite TOC núm. 6                                             | Cia. Les Impuxibles, Judith Pujol i María Velasco | Ariadna Peya i Clara Peya                                                                                                   | Sala Beckett i El Canal de Salt (Temporada Alta 2019)                                  |        |
| Jordi Salvadó | Europa Bull                                                  | Cia. Indi Gest i Jordi Oriol | Jordi Oriol | El Canal de Salt (Temporada Alta 2019) i TNC                                           |        |
| Millor música original o adaptada |                                                              | | |                                                                                        |        |
| Carles Pedragosa, Sasha Agranov i Karl Stets | Europa Bull                                                  | Cia. Indi Gest i Jordi Oriol | Jordi Oriol | El Canal de Salt (Temporada Alta 2019) i TNC                                           |        |
| Clara Peya | Suite TOC núm. 6                                             | Cia. Les Impuxibles, Judith Pujol i María Velasco | Ariadna Peya i Clara Peya                                                                                                   | Sala Beckett i El Canal de Salt (Temporada Alta 2019)                                  |        |
| Joan Garriga | La bona persona de Sezuan                                    | Bertolt Brecht i Cia. La Perla 29 | Oriol Broggi | TNC                                                                                    |        |
| Premi Revelació |                                                              | | |                                                                                        |        |
| Guillem Barbosa | El chico de la última fila                                   | Juan Mayorga | Andrés Lima | Sala Beckett                                                                           |        |
| Nil Cardoner | Una història real                                            | Pau Miró | Pau Miró | La Villarroel                                                                          |        |
| Júlia Bertran i Ana Chinchilla | Así bailan las putas                                         | Júlia Bertran, Ana Chinchilla, Jan Vilanova, Pau Roca i Sixto Paz Produccions                                                                             | Pau Roca | Escenari Joan Brossa (Grec 19) i Poliesportiu Municipal de Tàrrega (FiraTàrrega 2019)  |        |
| Millor Sala |                                                              | | |                                                                                        |        |
| Antic Teatre, per la seva aposta des del 2003 per l’experimentació en les arts escèniques contemporànies i per la seva labor com a trampolí de la creació emergent. |                                                              | | |                                                                                        |        |
| Jurat de Teatre |                                                              | | |                                                                                        |        |
| Jordi Bordes (El Punt Avui), Elisa Díez (Butaques i Somnis), Sergi Dòria (ABC), Imma Fernández (El Periódico), Teresa Ferré (El Temps de les Arts), Santi Fondevila (Ara / Time Out Barcelona), Andreu Gomila (Time Out Barcelona), Iolanda G. Madariaga (Recomana), Gema Moraleda (Somnis de teatre / La Llança), Juan Carlos Olivares (La Vanguardia / Time Out Barcelona), Ramon Oliver (La Vanguardia - Què fem?), Marcos Ordóñez (El País), Xavi Pardo (RAC1 / Àrtic), Manuel Pérez i Muñoz (El Periódico / Entreacte), Oriol Puig Taulé (Núvol), Núria Sàbat (Recomana), José Carlos Sorribes (El Periódico), Andreu Sotorra (Clip de Teatre) i Pep Vila (Catalunya Ràdio) |                                                              | | |                                                                                        |        |

## VI Premis de la Crítica de Dansa
| Categoria | Persona | Obra | Autoria | Direcció | Teatre |
| --- | --- | --- | --- | --- | --- |
| Millor espectacle nacional de dansa | | | | | |
| - | Flamingos | Albert Quesada | Albert Quesada | Mercat de les Flors (Quinzena Metropolitana de Dansa 2019)                                                                        | |
| - | On Goldberg Variations / Variations | Cia. Mal Pelo, a partir de la proposta musical Goldberg Variations / Variations del pianista i compositor Dan Tepfer, on aquest interpreta les Variacions Goldberg de J.S. Bach  | María Muñoz i Pep Ramis                                                                                                 | TNC (Quinzena Metropolitana de Dansa 2019)                                                                                        | |
| - | Rèquiem | Maria Rovira i Crea Dance Company, a partir del Rèquiem de Wolfgang Amadeus Mozart                                                                                               | Maria Rovira | Centre Cultural Terrassa | |
| Millor espectacle internacional de dansa | | | | | |
| - | Les Bacants – preludi per a una purga | Marlene Monteiro Freitas i diversos corproductors internacionals, a partir de Les bacants d'Eurípides i El naixement de la tragèdia de Nietzsche.                                | Marlene Monteiro Freitas                                                                                                | Mercat de les Flors | |
| - | Mirage | Cia. Hodworks, Adrienn Hód, Off Alapítvány i MU Theatre Budapest | Adrienn Hód | Espai B - L'Obrador - Espai de Creació de Deltebre (Deltebre Dansa 2019)                                                          | |
| - | Rare Birds | Cia. Un Loup pour l’Homme, Alexandre Fray, Miriam Kooyman, Floor van Leeuwen, Bauke Lievens, Jan Benz i Steffen Lohrey                                                           | Alexandre Fray | Plaça de Braus d'Olot (Sismògraf 2019)                                                                                            | |
| Millor espectacle de dansa de repertori i clàssica | | | | | |
| - | El lago de los cisnes i La cenicienta | Ballet Nacional de Cuba, Piotr Ilitx Txaikovski i Serguei Prokófiev | Viengsay Valdés | Teatre Tívoli | |
| - | Tres coreografies: Bedroom Folk, To this day i Solo Echo                                                                                         | Ballet BC de Vancouver, Sharon Eyal, Emily Molnar i Crystal Pite | Sharon Eyal, Emily Molnar i Crystal Pite                                                                                | Teatre Grec (Grec 19) | |
| - | Wings of Wax, Petite mort i Bella figura | Ballet de l’Òpera de Lió i Jiří Kylián | Jiří Kylián iYourgos Loukos                                                                                             | Gran Teatre del Liceu | |
| Millor ballarina | | | | | |
| Zuriñe Benavente | On Goldberg Variations / Variations | Cia. Mal Pelo, a partir de la proposta musical Goldberg Variations / Variations del pianista i compositor Dan Tepfer, on aquest interpreta les Variacions Goldberg de J.S. Bach. | María Muñoz i Pep Ramis                                                                                                 | TNC (Quinzena Metropolitana de Dansa 2019)                                                                                        | |
| Natacha Kouznetsova | estO NO eS Mi CuerpO | Olga Mesa | Olga Mesa | La Caldera | |
| Jill Goh | Torus | Cia. Humanhood, Rudi Cole, Júlia Robert Pares, Birmingham Dance Hub, DanceXchange i Sadler’s Wells London                                                                        | Rudi Cole i Júlia Robert Pares                                                                                          | Teatre Principal d'Olot (Sismògraf 2019) i Mercat de les Flors (Grec 19)                                                          | |
| Millor ballarí | | | | | |
| Ricardo Castellanos | Coreografia del Tercer Acte de El llac dels cignes i coreografia de Diana y Acteón d'Agripina Vagànova a la II Gala de Ballarins Catalans al Món | Ballet Nacional de Noruega, Marius Petipà, Piotr Ilitx Txaikovski, Agripina Vagànova i Riccardo Drigo                                                                            | Marisa Yudes (Directora artística de la Gala).                                                                          | Centre Cultural Terrassa | |
| Juan Pablo Cámara | Dark Field Analysis | Jefta van Dinther, Juan Pablo Cámara i Roger Sala Reyner | Jefta van Dinther | Mercat de les Flors (6è Sâlmon< Fest)                                                                                             | |
| Zoltán Vakulya | On Goldberg Variations / Variations | Cia. Mal Pelo, a partir de la proposta musical Goldberg Variations / Variations del pianista i compositor Dan Tepfer, on aquest interpreta les Variacions Goldberg de J.S. Bach. | María Muñoz i Pep Ramis                                                                                                 | TNC (Quinzena Metropolitana de Dansa 2019)                                                                                        | |
| Millor coreografia | | | | | |
| Roser López Espinosa | Trama | Roser López Espinosa, Nora Baylach, Roberto Provenzano, Magí Serra, Anamaria Klajnšček, Noé Ferey i Lowland Performing Arts                                                      | Roser López Espinosa | Mercat de les Flors (Quinzena Metropolitana de Dansa 2019) i El Canal. Centre d'Arts Escèniques Salt/Girona (Temporada Alta 2019) | |
| Cia. Humanhood (Rudi Cole i Júlia Robert Pares) | Torus | Cia. Humanhood, Rudi Cole, Júlia Robert Pares, Birmingham Dance Hub, DanceXchange i Sadler’s Wells London                                                                        | Rudi Cole i Júlia Robert Pares                                                                                          | Teatre Principal d'Olot (Sismògraf 2019) i Mercat de les Flors (Grec 19)                                                          | |
| Javier Guerrero | AM27 | Javier Guerrero, Marc Villanueva Mir i Institut del Teatre | Javier Guerrero | SAT! (Grec 19) | |
| Millor solo | | | | | |
| Nadia Beugré | Quartiers Libres | Nadia Beugré i Boris Hennion | Nadia Beugré | Mercat de les Flors (Africa Moment 2019)                                                                                          | |
| Jone San Martín | Legítimo / Rezo | Jone San Martín, Josh Johnson, Mikel R. Nieto i William Forsythe | Jone San Martín | La Caldera de Les Corts (Grec 19)                                                                                                 | |
| Carlos Acosta | Two | Russell Maliphant, Andy Cowton, Acosta Danza, Sadler’s Wells London i Valid Productions                                                                                          | Russell Maliphant | Castell de Peralada (36èFestival de Peralada)                                                                                     | |
| Menció Especial | - Festival Deltebre Dansa, pels seus quinze anys de trajectòria, reconegut també per l'Associació Europea de Festivals.                          | - Festival Deltebre Dansa, pels seus quinze anys de trajectòria, reconegut també per l'Associació Europea de Festivals.                                                          | - Festival Deltebre Dansa, pels seus quinze anys de trajectòria, reconegut també per l'Associació Europea de Festivals. | - Festival Deltebre Dansa, pels seus quinze anys de trajectòria, reconegut també per l'Associació Europea de Festivals.           | - Festival Deltebre Dansa, pels seus quinze anys de trajectòria, reconegut també per l'Associació Europea de Festivals. |
| Jurat de Dansa | | | | | |
| Clàudia Brufau (Revista Musical Catalana), Natàlia Chocarro (El Punt Avui), Valèria Gaillard (Ara), Oriol Puig Taulé (Núvol), Bàrbara Raubert (Time Out Barcelona) i Jordi Sora i Domenjó (Escena de la memòria) | | | | | |

## VI Premi de la Crítica de Teatre Familiar
| Categoria | Persona           | Obra                                                                            | Autoria                                                                     | Direcció                                                                        | Teatre |
| --- | ----------------- | ------------------------------------------------------------------------------- | --------------------------------------------------------------------------- | ------------------------------------------------------------------------------- | ------ |
| Millor espectacle familiar |                   |                                                                                 |                                                                             |                                                                                 |        |
| - | Polzet            | Zum-Zum Teatre i Iñaki Rikarte, a partir del conte homònim de Charles Perrault. | Iñaki Rikarte                                                               | Mercat de les Flors (Grec 19)                                                   |        |
| - | Bye bye, Confetti | Companyia de Comediants La Baldufa i Jokin Oregi                                | Jokin Oregi i Cia. La Baldufa (Enric Blasi, Emiliano Pardo i Carles Pijuan) | L'Escorxador d'Igualada (30a Mostra d'Igualada) i Cal Trepat (FiraTàrrega 2019) |        |
| - | Estrella          | Companyia Marie de Jongh Teatroa i Jokin Oregi                                  | Jokin Oregi                                                                 | SAT! (Grec 19)                                                                  |        |
| Jurat Familiar |                   |                                                                                 |                                                                             |                                                                                 |        |
| Ferran Baile (Recomana), Jordi Bordes (El Punt Avui), Núria Cañamares (Entreacte), Dani Chicano (Escena Familiar), Iolanda G Madariaga (Recomana) i Marc Sabater (Petit Sabadell / Petit Terrassa) |                   |                                                                                 |                                                                             |                                                                                 |        |

## V Premi de la Crítica d'Arts del Carrer
| Categoria | Persona  | Obra | Autoria             | Direcció | Teatre |
| --- | -------- | --- | ------------------- | --- | ------ |
| Millor espectacle d'arts del carrer |          | |                     | |        |
| - | Pinkfish | Ana Borrosa | Ana Borrosa         | Passeig d'en Blay i Esplanda de l'Antiga Estació d'Olot (Sismògraf 2019) i La Pedrera (11è cicle Dansa Ara) |        |
| - | 1+(1+1)  | Laurie Bérubé, Xavier Laliberté, Elwin Roland, Ricard Soler Mallol, FiraTàrrega i Montréal Complètement Cirque Festival                     | Ricard Soler Mallol | Plaça del Carme de Tàrrega (FiraTàrrega 2019)                                                               |        |
| - | Peix     | Cia. Hotel Iocandi i Tomeu Amer, Ada Vilaró, Griselda Juncà, FiraTàrrega, L'Estruch de Sabadell, Escena Poblenou i Festival de Circ Trapezi | Tomeu Amer          | Escola d'Arts Ondara de Tàrrega (FiraTàrrega 2019) Plaça de Can Felipa (18è Escena Poblenou)                |        |
| Jurat Arts de Carrer |          | |                     | |        |
| Núria Cañamares (Recomana.cat), Imma Fernández (El Periódico de Catalunya), Gema Moraleda (Somnis de teatre / La Llança), Xavi Pardo (RAC1 / Àrtic), Manuel Pérez i Muñoz (Entreacte) i Oriol Puig Taulè (Núvol) |          | |                     | |        |

## III Premi Novaveu de la Crítica Jove
| Obra | Autoria | Direcció                                        | Teatre                                                                |
| --- | --- | ----------------------------------------------- | --------------------------------------------------------------------- |
| Paisajes para no colorear | Cia. La Re-Sentida, Carolina de la Maza, Marco Layera, Anita Fuentes i Francisca Ortiz, a partir d'un centenar de testimonis reals d’adolescents xilenes. | Marco Layera                                    | Teatre Lliure                                                         |
| Els Ocells // Feísima enfermedad y muy triste muerte de la reina Isabel I | Joan Yago i Cia. La Calòrica | Israel Solà                                     | Sala Beckett i Sala La Planeta (Temporada Alta 2018) // Teatre Lliure |
| Excalibur i altres històries d’animals morts | Cia. Hermanas Picohueso | Lluki Portas, Diego Ingold i Gal·la Peire Camps | Poliesportiu Municipal de Tàrrega (FiraTàrrega 2019)                  |
| L’amansi(pa)ment de les fúries | Cia. Parking Shakespeare i Carla Rovira, a partir de L'amansiment de l'harpia de William Shakespeare                                                      | Carla Rovira i Pitarch                          | Parc de l'Estació del Nord i Teatre Grec (Grec 19)                    |
| Jurat | |                                                 |                                                                       |
| Membres del col·lectiu Novaveu: Júlia Boixader Duñó, Paula Castillo, Joana Cortils Munné, Alba Cuenca Sánchez, Nil Martín López, Judit Martínez Gili, Anna Molinet Mateo, Mar Panyella Bonet, Maria Pujol, Annie Pugnau Sáez, Martí Rossell Pelfort, Cris Sanz-Gadea, Laura Ulldemolins i Cèlia Ventura i Gabarró. | |                                                 |                                                                       |